# Кірієнко Дмитро Олександрович
Дмитро́ Олекса́ндрович Кіріє́нко (нар. 31 січня 1989 — 20 серпня 2018) — старший лейтенант поліції України.

## Життєпис
Народився 1989 року у місті Добропілля (Донецька область); мешкав у Харкові.
З 2006 по 2012 рік працював у підрозділах цивільного захисту, 2011-го закінчив Національний університет цивільного захисту України, обіймав посаду інженера з пожежної безпеки. Також закінчив Харківський національний університет імені В. Н. Каразіна і Харківський національний університет внутрішніх справ. Від 28 вересня 2015 року — інспектор патрульної поліції Харкова; старший лейтенант, заступник командира 2-ї роти 4-го батальйону Управління патрульної поліції в Харківській області; Департамент патрульної поліції України.
20 серпня 2018 року близько 00:37 невідомий чоловік обстріляв двері будівлі Харківської міськради (площа Конституції, 7) та поранив охоронця, після чого зайшов до будівлі. На місце пригоди прибув наряд патрульної поліції на 2-х машинах, правоохоронці почали перемовини, але нападник відкрив по них вогонь, після чого був знешкоджений інспектором лейтенантом поліції Ростовським Олександром Васильовичем. Офіцер Кірієнко зазнав два кульових поранення, від яких помер у лікарні в реанімаційному відділенні близько 2-ї ночі. Поранений охоронець міськради перебував у стабільному важкому стані. Особу злочинця було встановлено, при ньому знайдені два стартові пістолети, перероблені під бойові, та саморобні патрони.
Без Дмитра лишились дружина та донька 2016 р.н.

## Нагороди та вшанування
- указом Президента України № 235/2018 від 22 серпня 2018 року «за особисту мужність і самовіддані дії, виявлені у захисті державного суверенітету та територіальної цілісності України, зразкового виконання військового обов'язку» — нагороджений орденом «За мужність» III ступеня (посмертно)[1]